# 邵岭
邵岭是人工智能领域的科学家和企业家。他的研究兴趣包括计算机视觉、机器学习、生成式人工智能、多模态人工智能以及视觉和语言。

## 生平
邵岭2001年毕业于中国科学技术大学，获得工学学士学位。后赴英国牛津大学，并分别于2002年和2005年获得硕士和博士学位，师从约翰·迈克尔·布雷迪，主修计算机视觉。博士毕业后，邵岭于2005年至2009年在荷兰埃因霍温的飞利浦研究院担任高级科学家。自2009年到2017年，他在多所英国大学任职，包括在谢菲尔德大学任职高级讲师和在东安格利亚大学任职计算机视觉与机器学习讲席教授。
邵岭曾于2017年担任京东首席科学家。自2018年起，邵岭担任阿联酋起源人工智能研究院（IIAI）的创始人、CEO兼首席科学家。邵岭还于2019年创立了全球首所人工智能大学 — 穆罕默德·本·扎耶德人工智能大学，并于2019-2021年担任首任执行校长。此外，邵岭于2022年在沙特阿拉伯利雅得的沙特数据和人工智能管理局（SDAIA）担任CTO兼首席科学家。

## 荣誉
邵岭是IEEE会士、国际模式识别协会会士、英国计算机学会会士及IET会士。2023年4月，邵岭获阿联酋科学最高奖-穆罕默德·本·拉希德科学杰出奖章。